# Referendum konstytucyjne w NRD w 1968 roku
Referendum konstytucyjne w NRD odbyło się 6 kwietnia 1968 roku i dotyczyło przyjęcia nowej konstytucji. Spośród głosujących 96,37% opowiedziało się za przyjęciem konstytucji.

## Tło
Konstytucja NRD z 1949 roku nawiązywała do konstytucji weimarskiej oraz zawierała postulat jedności Niemiec. W obliczu tego 1 grudnia 1967 roku Izba Ludowa powołała komisję ws. opracowania nowej konstytucji, na której czele stanął Walter Ulbricht. 26 marca 1968 roku Izba Ludowa przyjęła projekt konstytucji i postanowiła o organizacji referendum. Do udziału w referendum uprawnieni byli wszyscy obywatele, posiadający czynne prawo wyborcze, którzy mieszkali na stałe w NRD i najpóźniej w dniu głosowania ukończyli osiemnaście lat.

## Wyniki
| Głosy          | Liczba głosów | %     |
| -------------- | ------------- | ----- |
| Tak            | 11 536 803    | 96,37 |
| Nie            | 409 733       | 3,42  |
| Głosy nieważne | 24 353        | –     |
| Razem          | 11 970 889    | 100   |
| Frekwencja     | –             | 98,5  |
| Źródło         |               |       |